# Fasatura
Si chiama fasatura (o fase) l'occorrenza di un angolo, dovuto ad un asse inclinato rispetto ad un altro, o più semplicemente, nei motori endotermici alternati, il numero di gradi per cui l'albero ruota dopo il punto morto superiore o inferiore.

Strumento goniometrico per la rilevazione della fasatura

## Classificazione
La fasatura può essere:
- Fissa, i valori della fasatura sono costanti in qualsiasi condizione operativa
- Variabile, i valori di fasatura variano a seconda delle condizioni operative
  - 2D, la variazione avviene secondo un solo parametro, che generalmente è il regime operativo
  - 3D, la variazione avviene secondo due soli parametri, generalmente il regime operativo e l'azionamento del comando gas.

## Fasatura di distribuzione

Diagramma della distribuzione e ciclo termico di un motore 4T
1=PMS
2=PMI
A: Aspirazione
B: Compressione
C: Espansione
D: Scarico

La fasatura (o fase) viene intesa come punto di ottimale apertura delle varie valvole di un motore a quattro tempi e si ottiene con la sincronia dell'albero a camme all'albero motore, questa sincronia si ottiene con una catena, cinghia o con ingranaggi.
Questa fasatura per la maggior parte dei casi è del tipo fisso, mentre in alcuni casi è variabile e permette un miglior arco di funzionamento del motore.

## Fasatura d'accensione

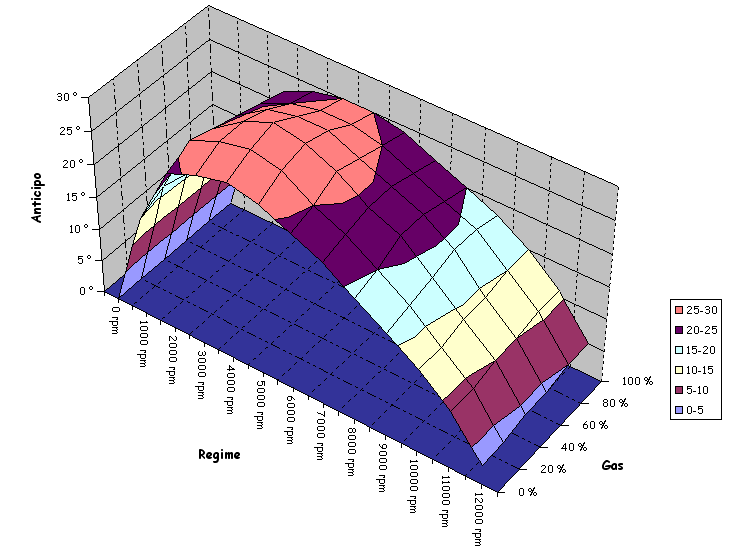
Fasatura d'accensione variabile 3D di una centralina digitale, in relazione al regime del motore e apertura gas

Con la fasatura d'accensione s'intende quell'angolo d'anticipo o millimetri di spostamento del pistone rispetto al PMS deciso dall'accensione e dove l'impianto d'accensione fa scoccare la scintilla alla candela o iniettare il carburante con l'iniettore.
L'accensione avviene in anticipo perché la combustione della benzina o gasolio è piuttosto lenta e per avere la pressione massima al PMS (preferibilmente in ritardo del 40% rispetto al valore dell'anticipo) si deve far iniziare la combustione prima, quest'anticipo per essere ottimale a tutti i regimi, non deve essere fisso, perché la lentezza della carburazione non è data solo dal rapporto stechiometrico e polverizzazione del combustibile (più è povera di benzina o meglio polverizzata, più è veloce la combustione) e quantità di miscela aria/benzina, ma anche dalle turbolenze della miscela, dove la combustione si velocizza con l'aumento della turbolenza, che aumenta all'aumentare dei regimi.

## Fasatura delle luci di travaso e scarico

Fasatura delle luci di travaso (lavaggio) e di scarico
1=PMS
2=PMI
A: Lavaggio
B: Scarico
C: Compressione
D: Espansione

Questo tipo di fasatura è tipica del motore a due tempi ed è molto importante perché in caso di valori di fasatura sbagliati risultano essere dannosi per il corretto funzionamento del motore, soprattutto nel caso dello scarico.
In questi motori la fasatura è fissa per i travasi e quindi per la fase di lavaggio, ma per i modelli sportivi si può avere una variazione della fasatura dello scarico tramite degli ausili.

### Accorgimenti per la luce dello scarico
Gli ausili più usati sono le saracinesche, e in passato venivano accoppiate ai risuonatori che sono delle camere di risonanza.
- Valvole parzializzatrici: possono essere comandate da un motorino elettrico o da un interruttore centrifugo, generalmente sono del tipo a saracinesca e permettono d'avere due valori totali d'apertura dello scarico, ma nel caso di alcuni modelli si può arrivare a tre, come l'Aprilia RS 250.
- Risuonatori: queste camere di risonanza agiscono grazie alle risonanze e così riescono a variare il condotto di scarico, ma hanno un campo di funzionamento limitato ai bassi regimi, quindi venivano utilizzate accoppiate alle valvole a saracinesca o simili, in modo che i risuonatori migliorassero sensibilmente il motore a bassi regimi e con il salire dei giri lasciasse il compito alla saracinesca, studiata per migliorare il motore ai regimi intermedi.
- Booster (condotti ausiliari): sono dei condotti di dimensioni ridotte rispetto alla luce principale e servono per aumentare la capacità di tale luce di scarico, questi sistemi ausiliari possono essere chiusi dalle valvole parzializzatici o rimanere aperte.

### Misurazione della fasatura
La misurazione della fasatura può essere necessaria per controllare l'estensione delle fasi e quindi per comprendere il tipo d'accorgimenti da utilizzare per il motore.
Per questa misura è sufficiente un semplice disco goniometrico applicato sull'albero motore e la misura della fasatura va dall'apertura della luce in esame fino alla sua completa chiusura.
Per la luce di scarico che generalmente è munita di booster (canali ausiliari) e/o di valvole parzializzatori della luce principale e/o dei booster, sarebbe necessario misurare anche questi parametri per avere una misura completa.

## Fasatura d'aspirazione
La fasatura in questione è riferita al motore a due tempi con carter pompa, in quanto nei motori a quattro tempi viene definito dalla fasatura di distribuzione, quindi viene utilizzata nel motore a due tempi a carter pompa, dove questa fasatura determina l'apertura del condotto d'aspirazione nel carter pompa rispetto al PMS del pistone, mentre negli altri motori a due tempi, che sono sprovvisti di carte pompa, ma usano altri sistemi si ha generalmente un'aspirazione continua per tutto il ciclo.

### Misurazione della fasatura
La misurazione della fasatura può essere necessaria per controllare il giusto montaggio dei componenti.
Questa fasatura può essere:
- Misurabile/Fissa, nel caso si utilizzino dei sistemi rigidi
  - Simmetrici, questo tipo di fasatura è tipico del sistema piston port, dove vi è una luce sul cilindro che viene aperta e chiusa dal pistone con una fasatura uguale sia PPMS (prima del punto morto superiore) che DPMS (dopo il punto morto superiore), il quale impone questo tipo di fasatura.
  - Asimmetrici, questo accorgimento è possibile solo con la valvola a disco rotante, la quale può aprire una finestra presente sul carter, con un determinato anticipo (generalmente prima del PMI, anche se in genere viene fornito il valore in riferimento al PMS e generalmente in questi casi supera i 180° d'anticipo) e chiuderla con un ritardo diverso dall'anticipo (generalmente dopo il PMS).
- Non misurabile/Variabile/Auto adattabile, nel caso si utilizzino dei sistemi flessibili come la valvola lamellare, la quale funzionando con le depressioni del motore determina in automatico la fasatura d'apertura.

I sistemi misurabili possono essere misurati tramite un semplice disco goniometrico applicato sull'albero motore.